# Ginkgo dissecta
Ginkgo dissecta — це вимерлий вид гінкго з родини Ginkgoaceae, описаний із серії ізольованих викопних листків. Вид відомий з відкладень раннього еоцену, відкритих у провінції Британська Колумбія, Канада, і Вашингтон, США. Це один із двох видів гінкго, знайдених у Вашингтоні та Британській Колумбії.

## Історія та класифікація
Ginkgo dissecta представлено групою викопних зразків із чотирьох різних геологічних формацій. Типовим місцем розташування виду є іпрські викопні пласти МакЕбі, поблизу Кеш-Крік, Британська Колумбія, у формації Транквілл, що належить до групи Камлупс. G. dissecta також відомий з таких же вікових ділянок гірської формації Клондайк, яка виростає навколо міста Республіка, округ Феррі, штат Вашингтон. Принаймні один екземпляр був знайдений у місцях скам'янілостей навколо міста Прінстон, Британська Колумбія, а про четверту появу виду було повідомлено з «Фолклендського місця» поблизу міста Фолкленд, Британська Колумбія, також частина формація Tranquille.

## Опис
Ширина листя G. dissecta коливається від 50 до 80 мм, а листкові ніжки досягають 40 мм у довжину. На відміну від дволопатевої структури сучасного листя Ginkgo biloba, морфологія G. dissecta є чотирилопатевою. Ці частки розділені глибокими виїмками, які майже досягають основи листа, тоді як у верхніх частинах часток можуть бути додаткові менші виїмки. Структура жилок G. dissecta складається з численних розгалужених жилок, які починаються біля основи листа. Це розгалуження відрізняється від структури жилок G. biloba, у якому всі жилки розгалужуються від однієї жилки вздовж краю пластини. G. dissecta зовні схожий на старіші види G. digitata та G. huttonii, відомі зі скам'янілостей юрського періоду. Однак і G. digitata, і G. huttoni мають листя, які зазвичай розділені на шість часток, а не на чотири, і обидва вони мають чіткі трихоми, волоски, на нижній стороні листя.